# Index Fungorum
Index Fungorum är en internationell mykologisk onlinedatabas vars syfte är att indexera alla korrekt beskrivna namn och kombinationer inom svampriket. Den huserar sedan 2015 hos Royal Botanic Gardens, Kew och drivs i samarbete med nyzeeländska Landcare Research och Kinesiska Vetenskapsakademins mikrobiologiska institut. Index Fungorum är, tillsammans med MycoBank och Fungal Names, ett av tre rekommenderade officiella register över vetenskapliga namn inom mykologin. Databasen är jämförbar med International Plant Names Index (IPNI) inom botaniken, men till skillnad från denna anger Index Fungorum även namnets status: Rekommenderade namn markeras med grön färg och icke rekommenderade med blå (och en del felaktigt använda namn markeras med rött). Index Fungorum är länkad med Species Fungorum, en databas som underhålls av CABI (Centre for Agriculture and Biosciences International) och som också finns på Kew Gardens. Denna innehåller ett (stort) urval av de taxon som finns i Index Fungorum, men är mer inriktad på att tillhandahålla aktuella rekommenderade namn och att knyta samman högre (familj och uppåt) hierarkiska nivåer.